# Jeff Probyn
(Jeff Probyn)
Jeffrey Alan Probyn (Londra, 27 aprile 1956) è un ex rugbista a 15 britannico, nazionale inglese, che giocava nel ruolo di pilone.
Ha partecipato alla Coppa del Mondo di rugby 1991, collezionando globalmente 37 presenze (più una non ufficiale) e 12 punti (3 mete) con la nazionale.

## Biografia
Probyn fece parte della rosa della Nazionale inglese che prese parte alla I Coppa del Mondo di rugby nel 1987, ma non fu mai utilizzato nel corso del torneo: il debutto avvenne infatti nel gennaio successivo, nel corso del Cinque Nazioni 1988. Furono 6 in totale le edizioni disputate fino al 1993, con due vittorie nel 1991 e 1992, entrambe con il Grande Slam.
In Coppa del Mondo, Probyn disputò cinque incontri dell'edizione domestica del 1991, in cui l'Inghilterra giunse fino alla finale di Twickenham, poi persa, contro l'Australia.
A livello di club, Probyn si laureò campione d'Inghilterra con i London Wasps - squadra con la quale trascorse la parte più rilevante della sua carriera - nel 1990 e in altre tre occasioni (1988, 1991 e 1993) giunse secondo.
Dopo l'esperienza con gli Wasps giunse anche un periodo con il Bedford Blues, in seconda divisione; in quel periodo ricevette pure un invito dei Barbarians, nel febbraio 1997, contro il Leicester.
Dopo il ritiro Probyn entrò a fare parte del comitato esecutivo della Rugby Football Union, Club England, incarico che mantenne fino all'estate del 2006.
Più recentemente si espresse in maniera critica sul passaggio al rugby a XV di giocatori di rugby a XIII già affermati, sostenendo di non essere contrario all'interscambio tra discipline, ma che esso dovrebbe secondo lui avvenire non oltre una certa età, per permettere di assimilare appieno le regole di ciascuna delle due varianti del rugby.
Lo spunto per tale critica venne dal passaggio al rugby XV di Andy Farrell.

## Palmarès
- Premiership: 1
Wasps: 1989-90